# Ponte Buggianese
Ponte Buggianese is een gemeente in de Italiaanse provincie Pistoia (regio Toscane) en telt 8161 inwoners (31-12-2004). De oppervlakte bedraagt 29,5 km², de bevolkingsdichtheid is 277 inwoners per km².
De volgende frazioni maken deel uit van de gemeente: Albinatico, Anchione, Casabianca, Ponte di Mingo, Fattoria, Vione.

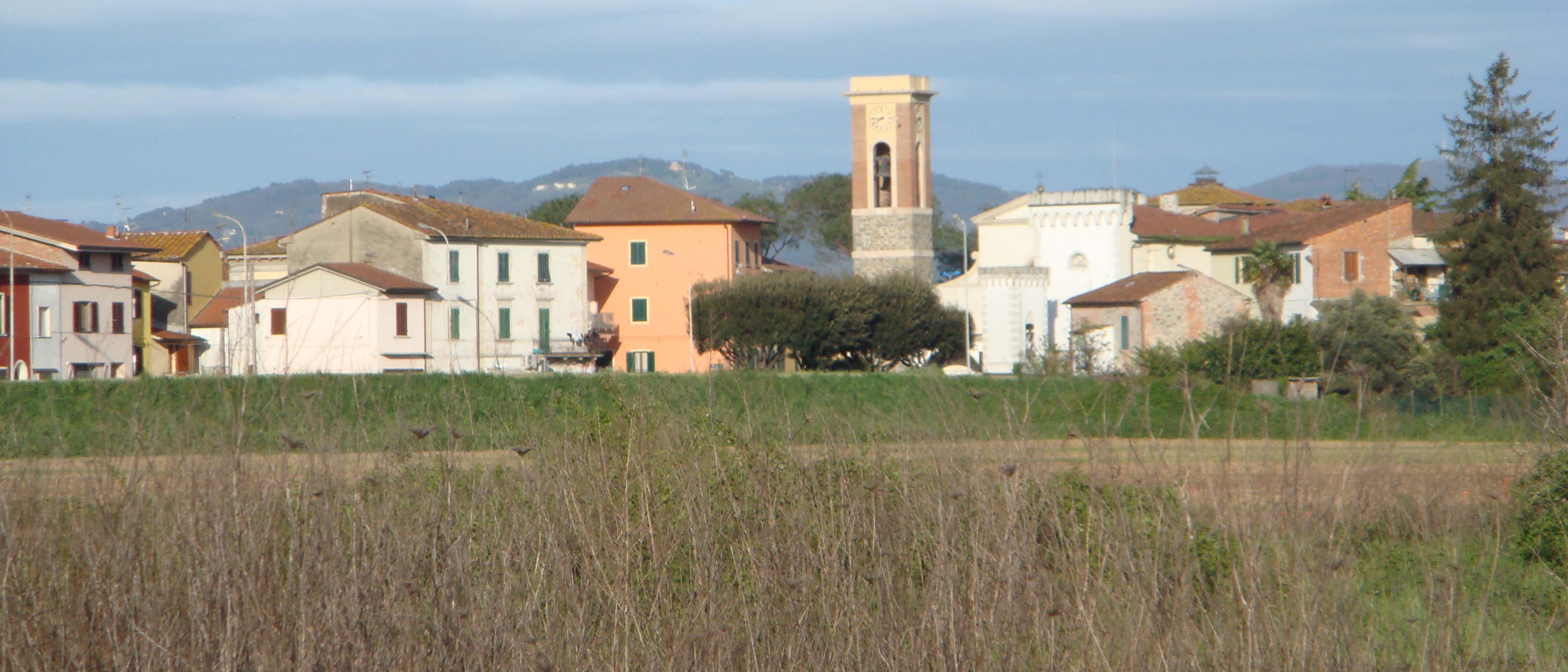
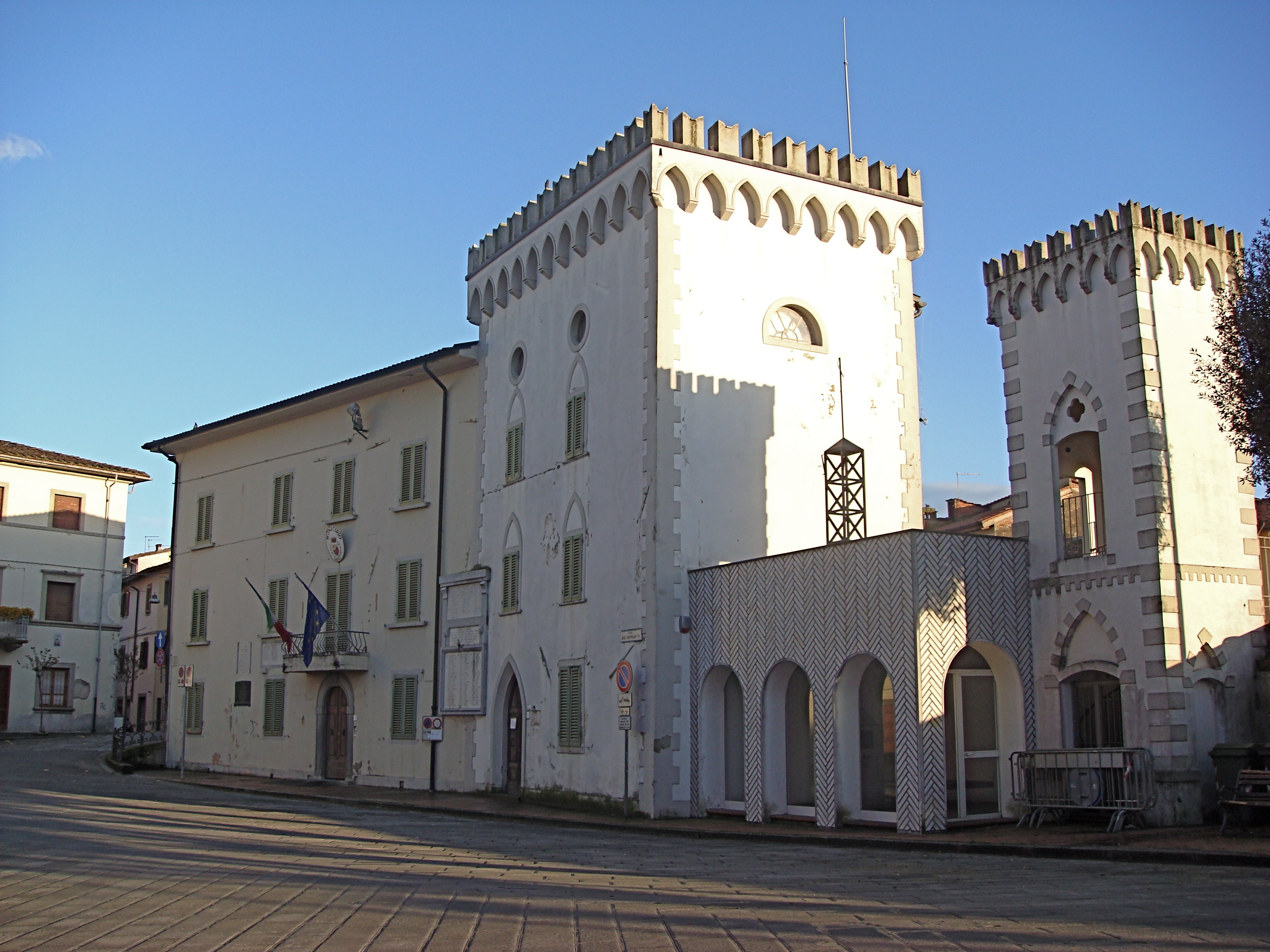
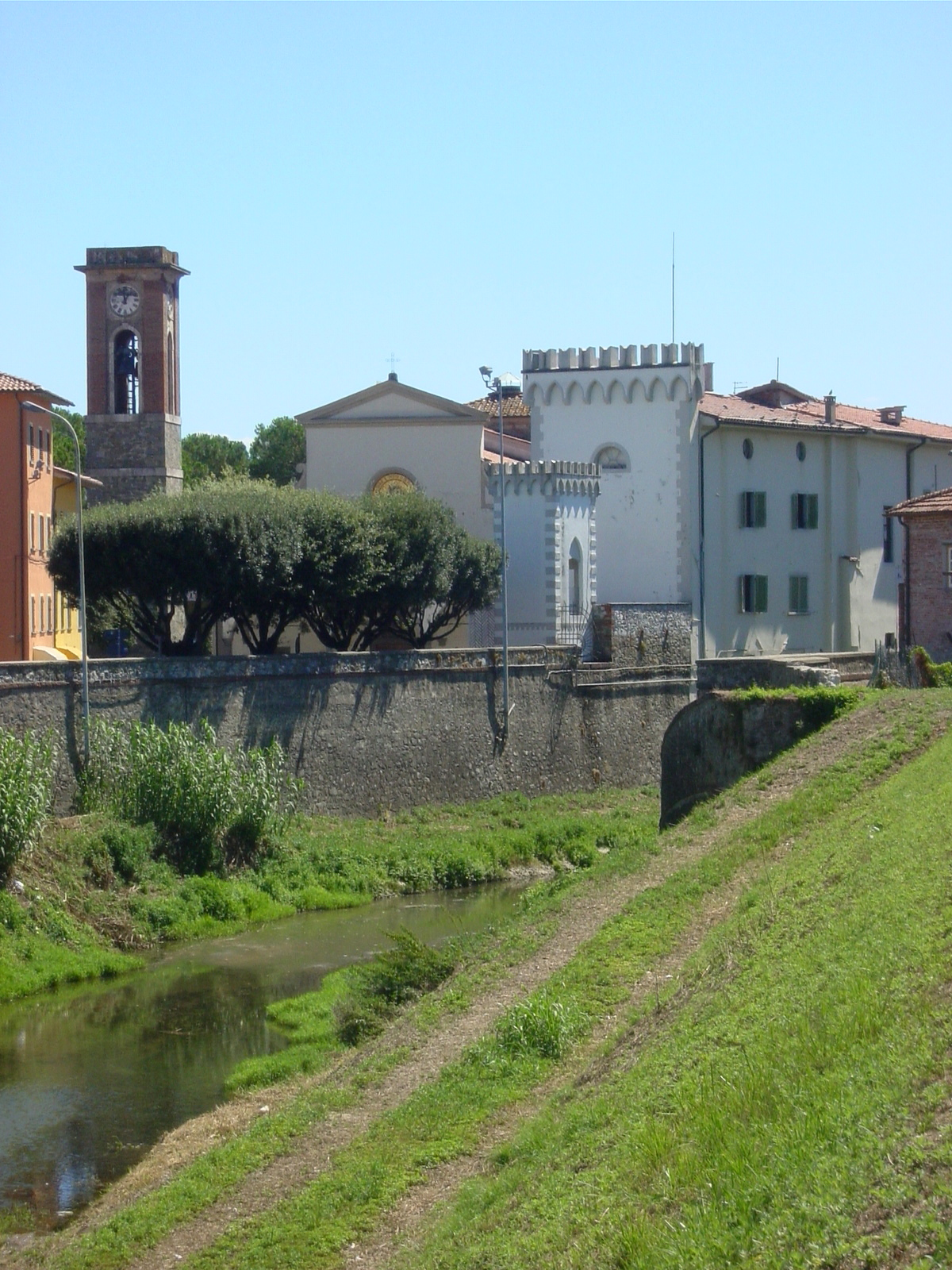

## Demografie
Ponte Buggianese telt ongeveer 3128 huishoudens. Het aantal inwoners steeg in de periode 1991-2001 met 4,7% volgens cijfers uit de tienjaarlijkse volkstellingen van ISTAT.
| Jaar | Inwoneraantal |
| ---- | ------------- |
| 1991 | 7274          |
| 2001 | 7618          |

## Geografie
De gemeente ligt op ongeveer 18 m boven zeeniveau.
Ponte Buggianese grenst aan de volgende gemeenten: Buggiano, Chiesina Uzzanese, Fucecchio (FI), Larciano, Monsummano Terme, Montecatini Terme, Pieve a Nievole, Uzzano.

## Geboren
- Rino Benedetti (1928-2002), een Italiaans wielrenner